# 손원길
손원길(1999년 1월 1일 ~ )은 대한민국의 축구 선수이다. 포지션은 미드필더이다.